# Szermierka na Letnich Igrzyskach Olimpijskich 1896 – floret
Turniej florecistów na igrzyskach olimpijskich w Atenach w 1896 odbył się w dniu 7 kwietnia. Była to jedna z trzech konkurencji szermierczych na ateńskich igrzyskach. Zwycięzcą został  Eugène-Henri Gravelotte.
Do konkurencji przystąpiło 8 zawodników, wśród nich 5 Greków i 3 Francuzów. Zwycięzcy 2 grup eliminacyjnych spotkali się w finale, w którym lepszy okazał się Eugène-Henri Gravelotte. Trzecie miejsce przypadło Grekowi Mawromichalisowi, mimo że lepszy bilans miał drugi z Greków Wuros. Sędziowie uznali jednak, że 3 miejsce przypadnie temu pierwszemu, ponieważ ten drugi ostatnią swoją walkę wygrał walkowerem.

## Eliminacje

### Grupa A

#### Tabela
| lp. | Zawodnik                        | Kraj    | Z | P | Z-S |
| --- | ------------------------------- | ------- | - | - | --- |
| 1   | Henri Callot                    | Francja | 3 | 0 | 9-4 |
| 2   | Periklis Pierakos-Mawromichalis | Grecja  | 2 | 1 | 7-4 |
| 3   | Henri de Laborde                | Francja | 1 | 2 | 5-7 |
| 4   | Joanis Pulos                    | Grecja  | 0 | 3 | 3-9 |

#### Wyniki
| M | Zawodnik 1    | Wynik | Zawodnik 2    |
| - | ------------- | ----- | ------------- |
| 1 | Mawromichalis | 3 - 1 | de Laborde    |
| 2 | Callot        | 3 - 2 | Pulos         |
|   |               |       |               |
| 3 | Mawromichalis | 3 - 0 | Pulos         |
| 4 | Callot        | 3 - 1 | de Laborde    |
|   |               |       |               |
| 5 | Callot        | 3 - 1 | Mawromichalis |
| 6 | de Laborde    | 3 - 1 | Pulos         |

### Grupa B

#### Tabela
| lp. | Zawodnik                       | Kraj    | Z | P | Z-S |
| --- | ------------------------------ | ------- | - | - | --- |
| 1   | Eugène-Henri Gravelotte        | Francja | 3 | 0 | 9-5 |
| 2   | Atanasios Wuros                | Grecja  | 2 | 1 | 8-4 |
| 3   | Konstandinos Komninos-Miliotis | Grecja  | 1 | 2 | 5-7 |
| 4   | Jeorjos Walakakis              | Grecja  | 0 | 3 | 3-9 |

#### Wyniki
| M | Zawodnik 1 | Wynik      | Zawodnik 2 |
| - | ---------- | ---------- | ---------- |
| 1 | Miliotis   | 3 - 1      | Walakakis  |
| 2 | Gravolette | 3 - 2      | Wuros      |
|   |            |            |            |
| 3 | Wuros      | 3 - 1      | Walakakis  |
| 4 | Gravolette | 3 - 2      | Miliotis   |
|   |            |            |            |
| 5 | Gravolette | 3 - 1      | Walakakis  |
| 6 | Wuros      | 3 - 0 (wo) | Miliotis   |

## Finał
| M | Zawodnik 1 | Wynik | Zawodnik 2 |
| - | ---------- | ----- | ---------- |
| F | Gravolette | 3 - 2 | Callot     |